# San Antonio Football Club
San Antonio FC é um clube da cidade de San Antonio, Texas. A equipe faz parte da Spurs Sports & Entertainment. Suas cores são cinza, preto e branco. O time joga na USL Championship e é afiliado ao New York City Football Club.

## História
No dia 07 de janeiro de 2016, foi anunciado que a cidade de San Antonio e o condado de Bexar haviam comprado o Toyota Field com a intenção de abrirem uma franquia na Major League Soccer. Com isso abriu-se uma parceria entre a cidade de San Antonio e o grupo Spurs Sports & Entertainment, dono do San Antonio Spurs para levar uma equipe de San Antonio para MLS em um período máximo de 10 anos. Com isso o time já existente na cidade, o San Antonio Scorpions, que disputava a NASL foi extinto para dar lugar ao San Antonio FC.
Sua primeira temporada na USL foi em 2016, quando terminou em décimo sétimo lugar.

## Estatísticas

### Participações
|  | Participações em 2017 |

| Competição     | Competição               | Temporadas | Melhor campanha    | Estreia | Última | P | R |
| Estados Unidos | Lamar Hunt U.S. Open Cup | 2          | Quarta Fase (2016) | 2016    | 2017   |   | – |